# Attentat du 4 décembre 2009 à Rawalpindi
L'attentat du 4 décembre 2009 à Rawalpindi, près d'Islamabad, au Pakistan, est une attaque suicide perpétrée par des militants islamistes dans une mosquée de la ville de garnison de Rawalpindi. La mosquée, située à proximité du quartier général de l'armée pakistanaise, en plein cœur de la zone abritant les casernes et les logements des militaires et de leurs familles, fut en partie détruite après une double déflagration. Au moins 36 personnes trouvèrent la mort, dont 9 militaires, plus les 4 assaillants, et 70 personnes furent blessées,. L'attentat fut revendiqué le 5 décembre par le chef des Talibans au Waziristan du Sud, Wali ur-Rehman.

## Déroulement
Le 4 décembre 2009, tôt le matin, quatre militants islamistes déclenchent une explosion à un point de contrôle de la ville de garnison de Rawalpindi, leur permettant de s'infiltrer dans la zone. Les assaillants se dirigent vers la mosquée de la Parade Lane, près du marché Qasim, qu'ils prennent d'assaut au moment où se déroule la prière du vendredi réunissant près de 200 personnes. Jetant des grenades et mitraillant les fidèles, les quatre hommes se séparent en deux groupes, l'un s'engouffrant dans des bâtiments voisins, l'autre pénétrant dans la mosquée. Une fusillade s'engage alors avec les forces de sécurité pakistanaises qui bouclent le quartier. L'échange de tirs durera une heure avant que deux des assaillants soient abattus, les deux autres ayant actionné les charges explosives qu'ils portent sur eux dans la mosquée faisant s'effondrer le toit de l'édifice. Durant et après l'opération, les forces de l'ordre utilisent des hélicoptères afin de traquer d'autres éventuels suspects qui auraient pu s'enfuir après l'attaque. Selon un témoin, Bakthaouar Hussain, l'imam venait d'achever son sermon lorsqu'une explosion retentit : « On venait de finir la prière. J'ai entendu une explosion et des coups de feu. J'ai vu des blessés dans la cour de la mosquée ».
D'après le témoignage de Nasir Ali Sheikh, présent au moment de l'attentat, les terroristes étaient « habillés de façon traditionnelle, en pantalon large et tunique longue, et portaient des grenades, des armes automatiques ainsi que des ceintures de munitions passées sur leurs épaules ». Parmi les victimes figurent des militaires pakistanais mais aussi des civils : « Il y avait des enfants qui accompagnaient leur père à la prière. Il y avait aussi des personnes âgées, des membres des services de sécurité à la retraite » indique le général Athar Abbas, porte-parole de l'armée. On dénombre 27 civils tués, dont 17 enfants, et neuf militaires tués, dont un général, un brigadier, deux lieutenants-colonels et deux majors, plus les quatre hommes armés. Dans un entretien téléphonique avec la BBC le lendemain de l'attentat, le chef taliban Wali ur-Rehman revendiqua l'attaque, déclarant que la mort des civils était « sans importance » puisque tous étaient des proches des militaires, qui étaient les « cibles principales ».

## Contexte
Rawalpindi, située dans la banlieue d'Islamabad, est une ville-garnison abritant l'État-major de l'armée pakistanaise ainsi que de nombreuses casernes. De ce fait, la ville est souvent prise pour cible par les islamistes. En octobre 2009, un commando avait donné l'assaut contre le quartier général, faisant quatorze victimes. En novembre, deux attaques suicides avaient fait 35 morts. Depuis le début de l'année, 6 attaques terroristes ont frappé la ville tuant plus de 110 personnes et en blessant plus de 200. En outre, le Pakistan connait depuis 2 mois une vague d'attentats perpétrés par les Talibans qui entendent répondre à la vaste offensive de l'armée pakistanaise lancée en octobre au Waziristan du Sud, fief du Mouvement des Talibans pakistanais, dans le cadre de l'insurrection islamiste.
L'attaque de Rawalpindi intervient deux jours après un attentat-suicide ayant visé le Quartier Général de la Marine nationale à Islamabad, qui coûta la vie à deux militaires. Dans la soirée du 4 décembre, une quarantaine d’islamistes ont par ailleurs attaqué un poste de contrôle de l’armée à Wana, au Waziristan du Sud, tuant un soldat. Le lundi 7 décembre, un attentat-suicide tuait 10 personnes à Peshawar tandis qu'un double attentat-suicide faisait 49 morts et 150 blessés à Lahore. En un peu plus de deux ans, près de 2 700 personnes ont été tuées dans des attentats à travers tout le Pakistan.

## Enquête
Placés en état d'alerte, les organes de sécurité pakistanais s'organisent en une équipe d'enquête mixte composée de militaires et de policiers. Le 5 décembre, 6 suspects sont arrêtés à Islamabad et Rawalpindi. L'un des propriétaires de la voiture utilisée par les terroristes, Muhammad Imran, est interpellé et placé en détention. Achetée en 2004 par Imran, la voiture a été revendue à quatre reprises à différentes personnes, toutes ont été arrêtées pour interrogatoire. Dans la voiture, la police retrouve un téléphone portable dont le dernier appel a été passé vers le Waziristan du Sud. Les enquêteurs annoncent avoir rassemblé des preuves sur le lieu de l'attentat mais précisent que seul un visage des quatre terroristes est identifiable. Le corps d'un des assaillants et les têtes des 2 kamikazes sont envoyés dans un hôpital pour une chirurgie reconstructive du visage. D'autre part, les empreintes digitales des terroristes ont été récupérées sur les armes laissées sur place. Le dimanche 6 décembre, la police pakistanaise lance un raid dans le village de Kaka Khel près de Peshawar où des commandos tuent un islamiste et en capturent 5. Les autorités les suspectent d'être impliqués dans l'attaque de la mosquée et d'autres attentats, à Peshawar mais aussi à Islamabad et Rawalpindi. 
Dans la journée de dimanche, 60 suspects, principalement des personnes n'ayant pas leurs pièces d'identité, sont arrêtés à Islamabad lors d'une opération de recherche qui mobilise 350 policiers. Dans un rapport d'enquête préliminaire envoyé au ministre en Chef du Pendjab, la police de Rawalpindi indique que les grenades retrouvées sur le lieu de l'attentat étaient toutes de fabrication russe et que les vestes des deux kamikazes contenaient chacune 8 kilos de poudre et 4 kg de pièces métalliques. Le lundi 7 décembre, sur ordre du commissaire de police de Rawalpindi, Rao Muhammad Iqbal Khan, les forces de l'ordre procèdent à 71 arrestations dans la zone de la Parade Lane et organisent la fouille de 87 maisons. Le mardi 8 décembre, 72 personnes sont interpellées et 115 maisons sont fouillées.

## Conséquences
Le 5 décembre, les funérailles de 3 militaires sont organisées en présence du premier ministre Youssouf Raza Gilani, du chef d'état-major de l'armée Ashfaq Kayani et de plusieurs hauts gradés. Deux soldats sont enterrés le lendemain, les autres victimes militaires étant enterrées dans leur ville ou village d'origine. Le procès de sept Pakistanais, accusés d'être impliqués dans les attentats de Bombay de novembre 2008, qui devait s'ouvrir le 5 décembre à Rawalpindi est ajourné d'une semaine en raison d'une grève déclenchée par les avocats en signe de protestation contre l'attentat. Le 7 décembre, le président pakistanais et le ministre de la Défense rendent visite aux victimes à l'Hôpital militaire combiné (en) (Combined Military Hospital) de Rawalpindi, tandis qu'à l'ouverture de la séance commune du Parlement, le ministre du Travail et de la Main-d'œuvre demande que soit offerte une Fatiha aux victimes des attentats de Rawalpindi et Peshawar. La Fatiha sera conduite par le ministre des Affaires religieuses Syed Hamid Saeed Kazmi. Le 10 décembre, plusieurs centaines de personnes viennent déposer des couronnes de fleurs devant la mosquée et rendre hommage aux victimes.
Après une réunion de crise organisée le 5 décembre à Rawalpindi, le ministère de l'Intérieur déclare la ville zone sensible et décide de déployer des troupes et des Rangers afin de maintenir l'ordre et garantir la sécurité durant le mois sacré de Mouharram. Les Rangers et la police seront déployés dans la ville tandis que l'armée sera cantonnée en périphérie avec pour mission de soutenir l'administration du district en cas d'urgence. Le mercredi 9 décembre, le conseiller du ministre en chef du Pendjab supervise la coordination des services entre administration du district et police de Rawalpindi, et exhorte les chefs religieux à jouer leur rôle dans le maintien de la paix et de l'harmonie entre les différentes communautés en ayant à l'esprit la situation délicate dans laquelle se trouve le pays.

## Question religieuse
Dans son entretien à la BBC, le mufti Wali ur-Rehman justifia l'attentat en qualifiant la mosquée de « Masjid-e-Zarrar ». Il s'agissait d'une mosquée de Médine que Mahomet ordonna de détruire car elle était devenue le centre de la Munafeqeen - « regroupement de musulmans ayant accepté l'islam superficiellement mais étant main dans la main avec les hérétiques ». Interrogé par Asia Times Online, le professeur d'histoire islamique Mazahir Muhammad désapprouva les propos du mufti : « Leur interprétation et leur vision de l'islam sont dangereuses, non seulement pour l'islam et les musulmans, mais aussi pour leur propre cause (...) Même lors de la démolition de Masjid-e-Zarrar, le prophète Mahomet n'a ordonné aucun massacre. Il a simplement ordonné la démolition du bâtiment, qui était devenu un centre d'intrigues contre les musulmans. À Rawalpindi, ceux qui ont été tués n'étaient là que pour la prière, pas pour intriguer ».
Le 5 décembre, le ministre de l'intérieur Rehman Malik condamne l'attentat et exhorte de nouveau les oulémas pakistanais à émettre une fatwa contre les auteurs d'attentats suicides. Jusqu'à présent, les oulémas se contentaient de condamner les terroristes en déclarant qu'ils ne pouvaient pas être musulmans puisqu'ils assassinaient des musulmans. Le 6 décembre, deux hauts dignitaires religieux pakistanais, Allama Tahirul Qadri et le mufti Muneebur Rehman, publient une fatwa déclarant les attentats suicides et les attentats à la bombe « non islamiques ».

## Réactions politiques
Le président pakistanais Asif Ali Zardari et le premier ministre Youssouf Raza Gilani condamnent fermement l'attentat et adressent leurs condoléances aux familles. Dans un message, le président affirme que les auteurs de « ces crimes odieux » ne seront pas épargnés et que le gouvernement est déterminé à éradiquer le terrorisme du pays. Dans un communiqué séparé, le premier ministre déclare que les terroristes et les extrémistes sont les plus grands ennemis du pays et que tous les efforts seront entrepris pour les éliminer à tout prix. Par ailleurs, il charge les autorités d'enquêter sur l'attentat et demande au personnel médical d'assurer le meilleur traitement aux blessés. Lors des funérailles de trois militaires le samedi 5 décembre, le chef d'état-major de l'armée Gen Ashfaq Kayani déclare : « La nation, y compris l'armée, sont unies dans la douleur. Le Pakistan est notre patrie. C'est le bastion de l'islam et nous vivons pour la gloire de l'islam et du Pakistan. Notre foi, la détermination et la fierté dans notre religion et notre pays sont un atout qui se renforce après chaque attentat terroriste ».
 Bernard Kouchner, ministre français des affaires étrangères, « condamne avec la plus grande fermeté l'attentat » et apporte son soutien au gouvernement pakistanais : « Alors que le Pakistan est une nouvelle fois endeuillé par un terrorisme aveugle, la France adresse ses condoléances aux familles des victimes et à leurs proches, au gouvernement et au peuple pakistanais dont elle partage l'émotion. La France se tient résolument aux côtés des autorités pakistanaises dans leur lutte contre le terrorisme ».
 Le porte-parole du département d'État des États-Unis, Ian Kelly, condamne l'attentat et appelle à poursuivre la lutte anti-terroriste : « Ces attaques mettent en lumière la nature malfaisante et inhumaine de ces ennemis dont la vraie cible est le gouvernement démocratiquement élu du Pakistan et la sécurité de tous les Pakistanais (...) Ces attaques horribles soulignent le besoin pour nous de soutenir le gouvernement du Pakistan qui lutte contre cet ennemi commun et ce défi que nous avons en commun. Nous allons continuer à le soutenir dans le combat contre ce terrible fléau ». Le 6 décembre, la secrétaire d'État des États-Unis Hillary Clinton précise : « Il existe un syndicat du terrorisme dont Al-Qaïda est la tête. Nous faisons tout ce que nous pouvons pour soutenir le gouvernement pakistanais dans ce qui est vraiment une lutte de vie et de mort ».